# Jaskinia Lisia (Niecka Nidziańska)
Jaskinia Lisia – jaskinia na terenie Niecki Nidziańskiej. Wejście do niej znajduje się w Niecce Soleckiej, na północ od wsi Skotniki Górne (gmina Wiślica), na wschód od rezerwatu przyrody Skotniki Górne, w pobliżu Jaskini w Skotnikach Górnych, na wysokości 209 m n.p.m. Długość jaskini wynosi 76 metrów, a jej deniwelacja 5 metrów.
Jaskinia jest pomnikiem przyrody.

## Opis jaskini
Główną częścią jaskini jest obszerna sala znajdująca się zaraz za bardzo szerokim otworem wejściowym. Odchodzą od niej:
- na wprost od wejścia dwa korytarzyki, z których jeden, krótki, prowadzi w dół, natomiast drugi nazwany Korytarzem z Norami idzie do niewielkiej Salki z Norami
- na prawo od wejścia krótki korytarzyk prowadzący do zacisku, za którym znajduje się duża Mokra Salka. Odchodzą z niej dwa korytarzyki, z których jeden jest zalany wodą[2].

## Przyroda
W jaskini brak jest nacieków. Ściany są wilgotne, rosną na nich glony i mchy. Bywają w niej lisy.

## Historia odkryć
Jaskinia była prawdopodobnie znana od dawna. Jej pierwszy opis i plan sporządzili K.P. Wołoszyn oraz S. Wiraszka w 1987 roku.